# Нефедьев, Евгений Алексеевич
Евге́ний Алексе́евич Нефе́дьев (1851—1910) — юрист, ординарный профессор Московского университета.

## Биография
Происходил из дворян; сын подпоручика. Родился в родовом имении Репьёвка в Сызранском уезде Симбирской губернии.
В 1870 году окончил с золотой медалью Лазаревский институт восточных языков в Москве; затем — юридический факультет Московского университета (май 1875) со степенью кандидата прав. Служил участковым мировым судьёй (1875—1882) в Сызранском округе.
Под влиянием профессора А. М. Осипова в феврале 1882 года поступил на должность приват-доцента кафедры гражданского права Казанского университета, занялся изучением гражданского процесса. В октябре 1887 года защитил магистерскую диссертацию «Устранение судей в гражданском процессе» и с декабря 1888 года исправлял в университете должность экстраординарного профессора.В феврале 1892 года защитил докторскую диссертацию «К учению о сущности гражданского процесса» и после утверждения в степени доктора в апреле 1892 года был утверждён ординарным профессором кафедры гражданского права и гражданского судопроизводства юридического факультета Казанского университета. Был также присяжным поверенным окружной казанской судебной палаты.
В марте 1896 года перешёл в Московский университет на должность ординарного профессора кафедры торгового права и торгового судопроизводства юридического факультета. Читал общий курс лекций по гражданскому судопроизводству, а также курс торгового права (1896—1910). И. д. помощника ректора Московского университета (1899—1903). Заслуженный профессор Московского университета с 1907 года.